# Eutegaeus biovatus
Eutegaeus biovatus är en kvalsterart som beskrevs av Hammer 1972. Eutegaeus biovatus ingår i släktet Eutegaeus och familjen Eutegaeidae. Inga underarter finns listade i Catalogue of Life.